# Biserica de lemn din Dărmănești, Suceava
Biserica de lemn „Înălțarea Domnului” din Dărmănești este un lăcaș de cult ortodox construit la sfârșitul secolului al XVIII-lea în satul Dărmănești din comuna omonimă aflată în județul Suceava. Edificiul religios se află localizat în vecinătatea cimitirului satului (pe latura de sud), urmând un drum de 1,5 km de la șoseaua europeană E85, și are hramul Înălțarea Domnului.
Biserica de lemn din Dărmănești a fost inclusă pe Lista monumentelor istorice din județul Suceava din anul 2015 la numărul 244, având codul de clasificare cod LMI SV-II-m-B-05526.

## Istoricul localității
Satul Dărmănești este atestat documentar încă din secolul al XV-lea. Printr-un act din anul 1430, domnitorul Alexandru cel Bun (1400-1432) întărea boierului Vlad Adiș stăpânirea a câtorva sate, între care și Pătrăuți cu trei cătune, unul dintre ele fiind locul unde au fost Grecii din Dărmănești. În anul 1499, domnitorul Ștefan cel Mare (1457-1504) a  confirmat Țeței și Vascăi, nepoatele lui Stoian, fiul lui Dărman, dreptul de stăpânire a trei sate, între care „un sat pe Suceava anume Dărmăneștii”.
În secolele următoare, pământul satului a trecut pe la mai mulți proprietari prin vânzări-cumpărări sau donații. În anul 1775, Bucovina este anexată de Imperiul Habsburgic. La acel moment, Dărmăneștii se aflau în stăpânirea mazilului Șeptilici și era o localitate slab populată. Inițial, aici existau două sate: Hatna (la nord-est, pe malul râului Hatnuța) și Dărmănești (la sud-vest). În anul 1785, Comisia austriacă de delimitare a frontierei a trecut în evidențele sale doar un singur sat cu denumirea Dărmănești Hatna, așa cum apare pe lista posturilor de pază la frontieră între anii 1787-1824. După Unirea Bucovinei cu România (1918), cele două sate, Hatna și Dărmănești, s-au unificat sub numele de Dărmănești.
După anexare, austriecii au început colonizarea de populații din Galiția, în special ruteni. Dacă până atunci, sătenii se duceau la slujbele religioase oficiate la Mănăstirea Pătrăuți, odată cu creșterea numerică a populației a devenit necesară construirea unei biserici în Dărmănești.

## Istoricul bisericii
La sfârșitul secolului al XVIII-lea, a fost construită o biserică de lemn pe terenul familiei Tarnoviețchi din Dărmănești. Biserica a avut inițial hramul Nașterea Domnului, acesta fiind schimbat în anul 1875 în cel de Înălțarea Domnului. Începând din 1803, biserica a fost înzestrată cu clopote. Pe clopotele bisericii de lemn din Dărmănești se pot citi următoarele inscripții: „Acest clopot s-au făcut la biserica din Hatna cu ajutorul credincioșilor și cu silința lui Andrei Petre, 1803”; „S-au făcut cu toată cheltuiala preotului Iane Turnoviețchi spre veșnica pomenire, la biserica din Hatna, hramul Înălțării Domnului, 1844”; „Acest clopot s-au făcut pe spesele parochului George Popoviciu și a comunelor Hatna cu Măreței în anul 1876”.
Conform evidențelor proprii, Parohia Hatna (Dărmănești) avea în 1843 în îngrijire 1.515 enoriași, care erau păstoriți de parohul Ilie Tarnowiecki, patron bisericesc fiind baronul Ennakaki von Kristie (Cârste). În 1876, parohia avea 3.604 enoriași, păstoriți de parohul George Popovici, biserica aflându-se sub patronajul lui Nicolai de Cârste și a lui Bogdan de Prunkul. Începând din 1876 a păstorit aici preotul paroh Eugen Bodnărescul, născut în 1846 și hirotonit preot în 1871. Acesta păstorea comunitatea dărmăneșteană și în 1907, fiind ajutat de fiul său, preotul cooperator Adrian Bodnărescul, născut în 1879 și hirotonit în 1906.
În ultimul sfert al secolului al XIX-lea, biserica a suferit unele lucrări de reparații. În anul 1876, s-au adăugat un pronaos în partea de vest (unde se afla inițial accesul) și s-a înlocuit tâmpla. În anii 1887 și 1894 s-au efectuat noi reparații. După construirea unei biserici de lemn în satul Măriței (1897-1900), numărul enoriașilor s-a redus.
În 1928 s-a înlocuit învelitoarea de șindrilă a edificiului cu una din tablă și s-au construit două turle false de mici dimensiuni (una deasupra altarului și alta deasupra pronaosului). În anul 1950, fațada exterioară a fost tencuită și văruită pentru a fi protejată de intemperii, în timp ce pereții interiori din bârne au fost acoperiți cu un strat de vopsea pe bază de ulei.
La începutul secolului al XX-lea, s-a înlăturat tencuiala, iar pereții exteriori ai bisericii au fost căptușiți cu scânduri mici tratate împotriva incendiilor și cariilor.
În curtea bisericii, lângă poarta de intrare, se află un turn clopotniță din lemn, de formă pătrată și cu un etaj.

## Arhitectura bisericii
Biserica de lemn din Dărmănești este construită din bârne de brad, cioplite și îmbinate în „coadă de rândunică”. Ea se sprijină pe un soclu de piatră. Pereții din bârne sunt placați cu scânduri mici tratate împotriva incendiilor și cariilor. Edificiul are un acoperiș înalt din tablă, cu o turlă mare pe naos și două turle false, inegale, pe pronaos și altar. Turla de pe altar este mai mică decât cea de pe pronaos. Streașina aflată sub acoperiș este largă (1.60 metri) și are console tăiate după un profil curbiliniu.
Monumentul are formă dreptunghiulară, cu absida altarului pentagonală și decroșată și fără pridvor. Lăcașul de cult este prevăzut cu o ușă (în peretele sudic al pronaosului) și cu patru ferestre (una în axa altarului, două în naos și una în peretele vestic al pronaosului).
În interior, biserica este împărțită în trei încăperi: pronaos, naos și altar. Intrarea în biserică se face pe o ușă (1.35x1.95 metri) situată în peretele sudic al pronaosului, fără elemente decorative. Pronaosul este de formă dreptunghiulară (6.30x10.20 metri) și este decroșat simetric față de naos cu 0.40 metri. În partea de vest are formă poligonală, cu trei laturi egale și cu o fereastră (0.55x0.90 metri). La partea superioară, el are un tavan de scânduri. Între pronaos și naos se află un perete despărțitor cu două deschideri, care servea inițial ca acces în biserică. Naosul are și el o formă dreptunghiulară (6.80x5.65 metri), cu câte o fereastră pe laturile de nord și de sud, încheiate în arc de cerc. El are o boltă sprijinită pe un contur hexagonal, formată din bârne încheiate în „cheotori”.
Altarul are o absidă de formă pentagonală (4.15x5.00 metri) și o fereastră dreptunghiulară (0.65x0.80 metri) în axa absidei. Fereastra a fost inițial mai mică, fiind mărită ulterior. Catapeteasma este amplasată cu 0.90 metri înspre naos. În decroșurile de nord și de sud se află proscomidiarul și diaconiconul, care nu au ferestre. Deasupra altarului se află o boltă sprijinită pe un contur pentagonal.

## Imagini

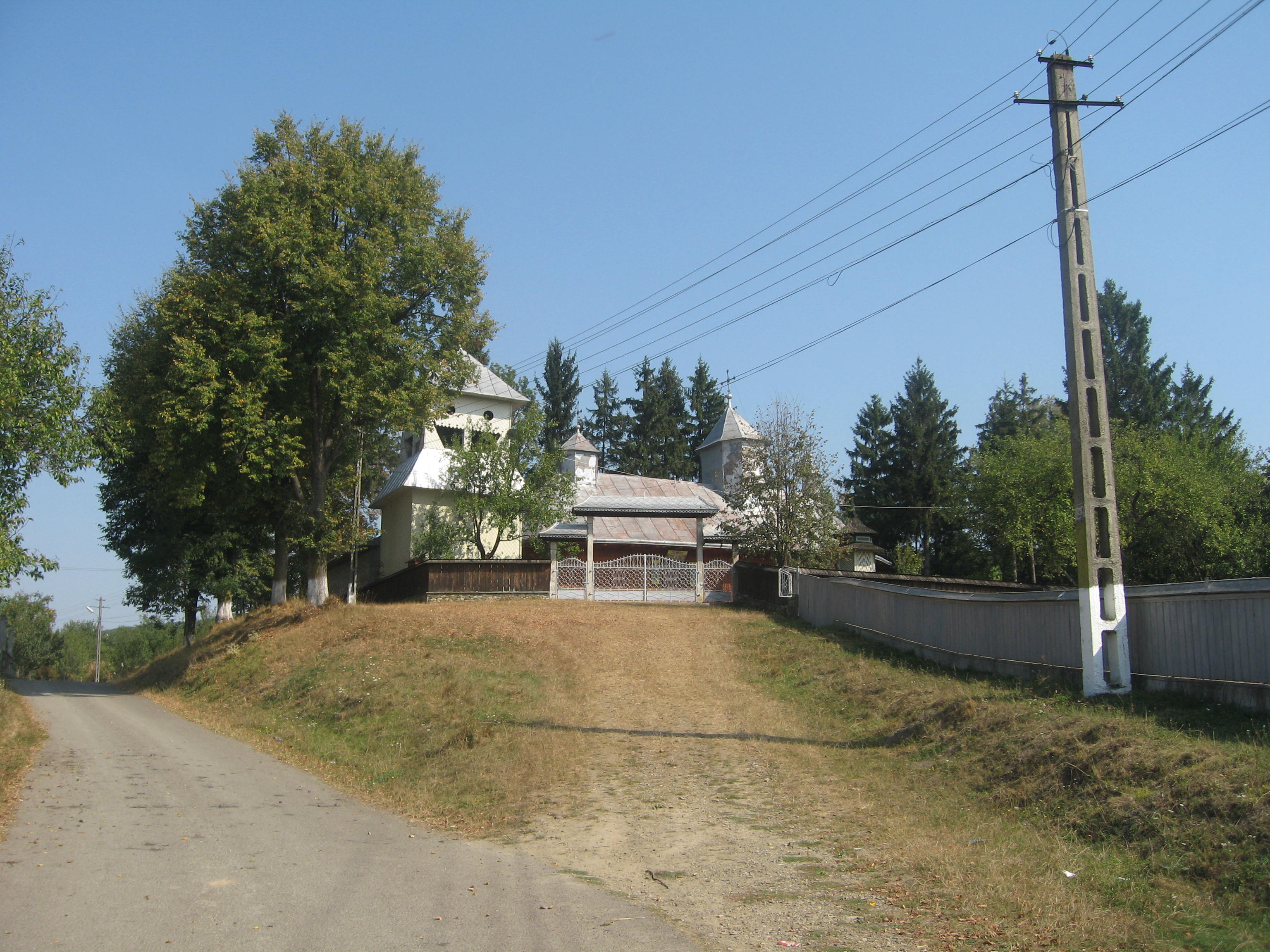
Drumul de acces și complexul bisericesc
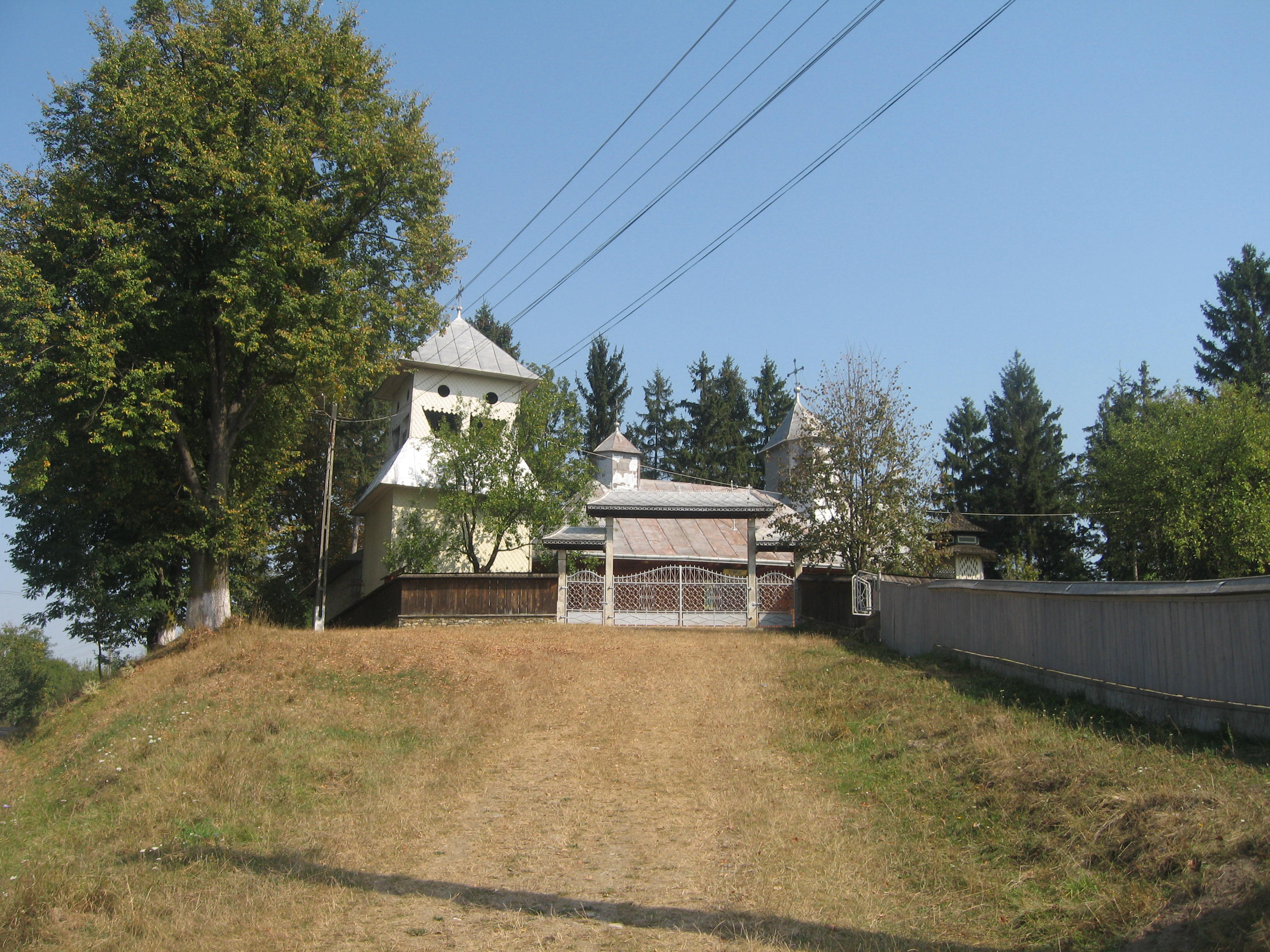
Poarta de intrare și complexul bisericesc
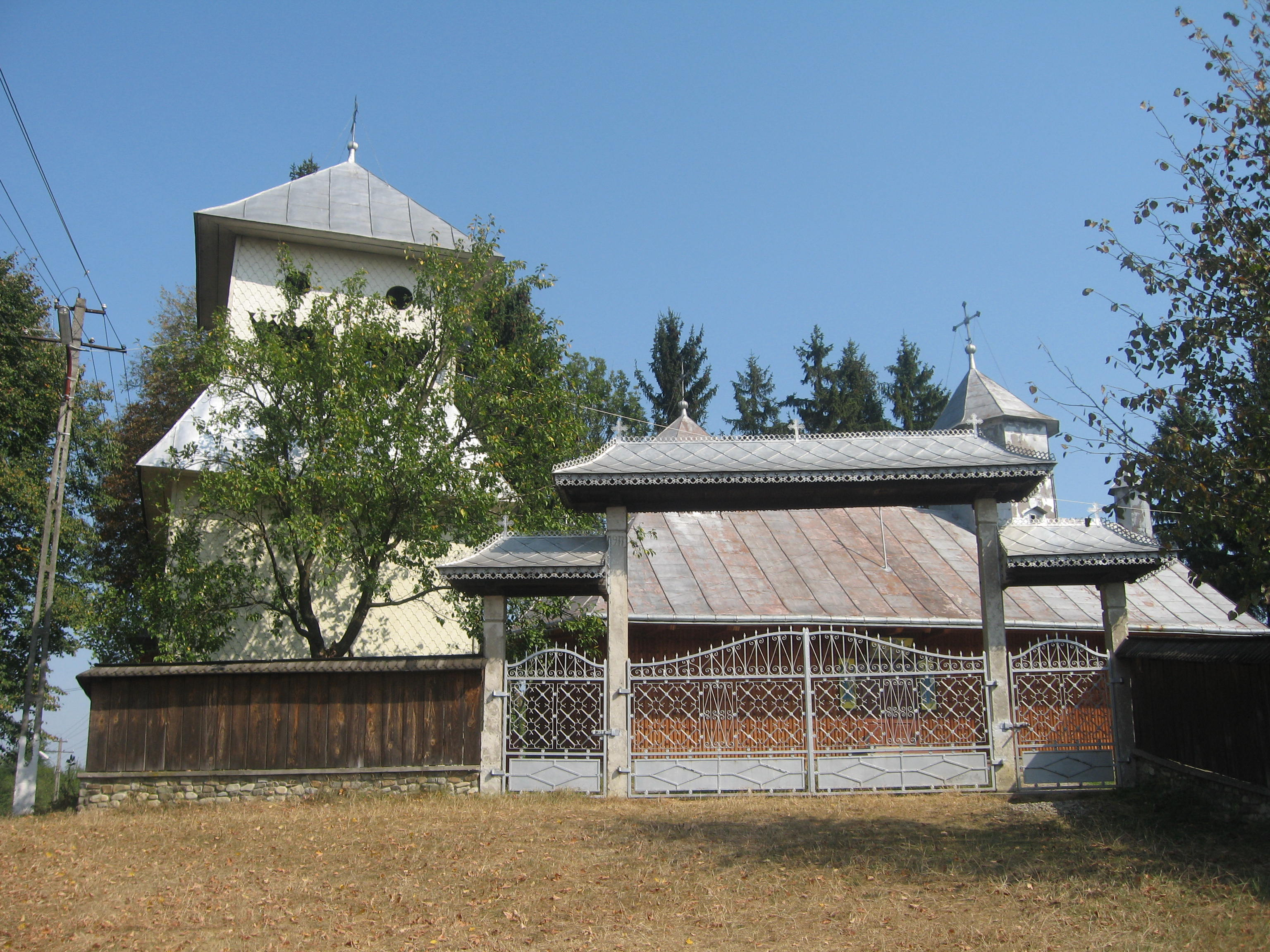
Poarta de intrare și complexul bisericesc
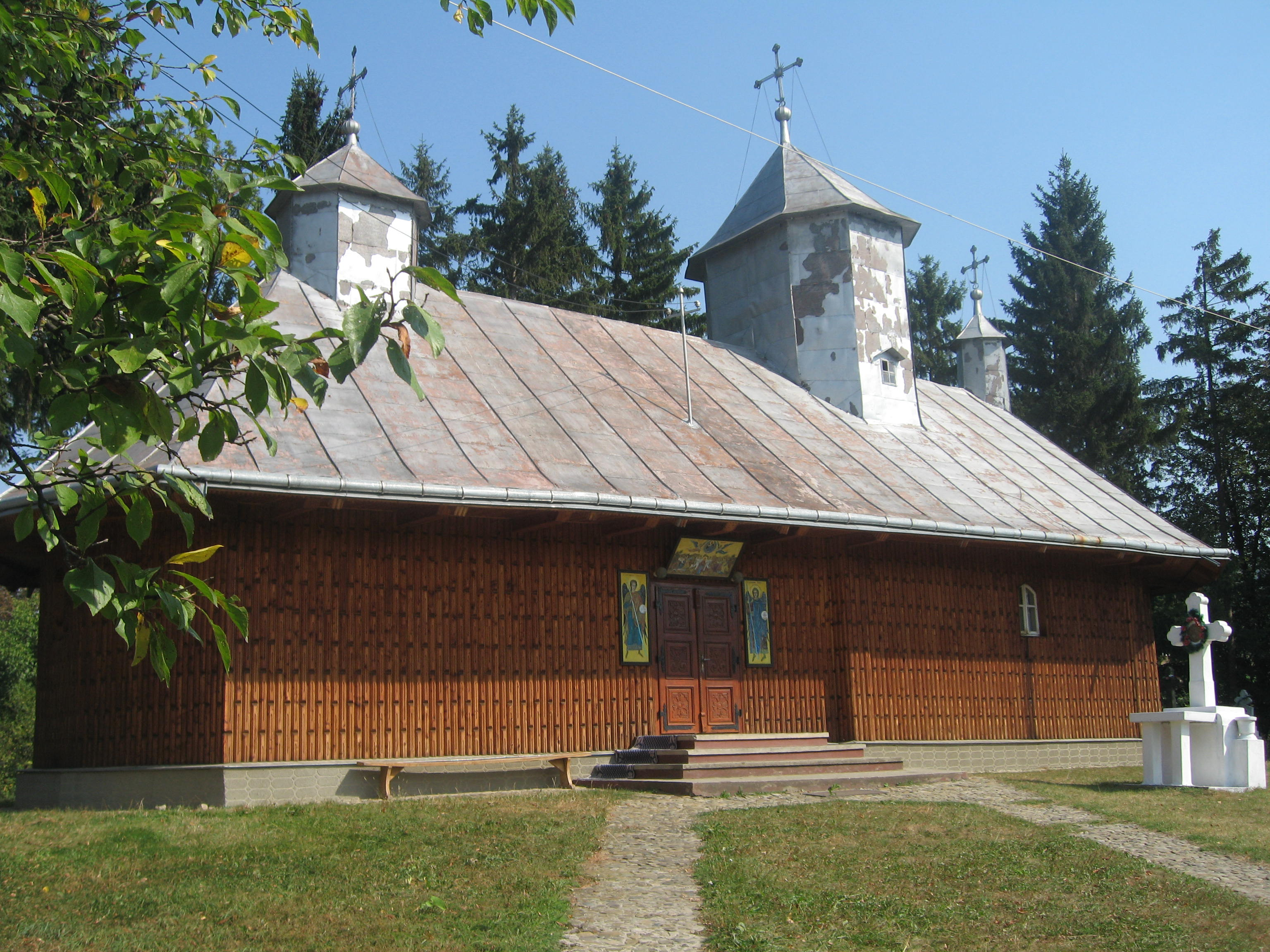
Biserica pe latura sudică
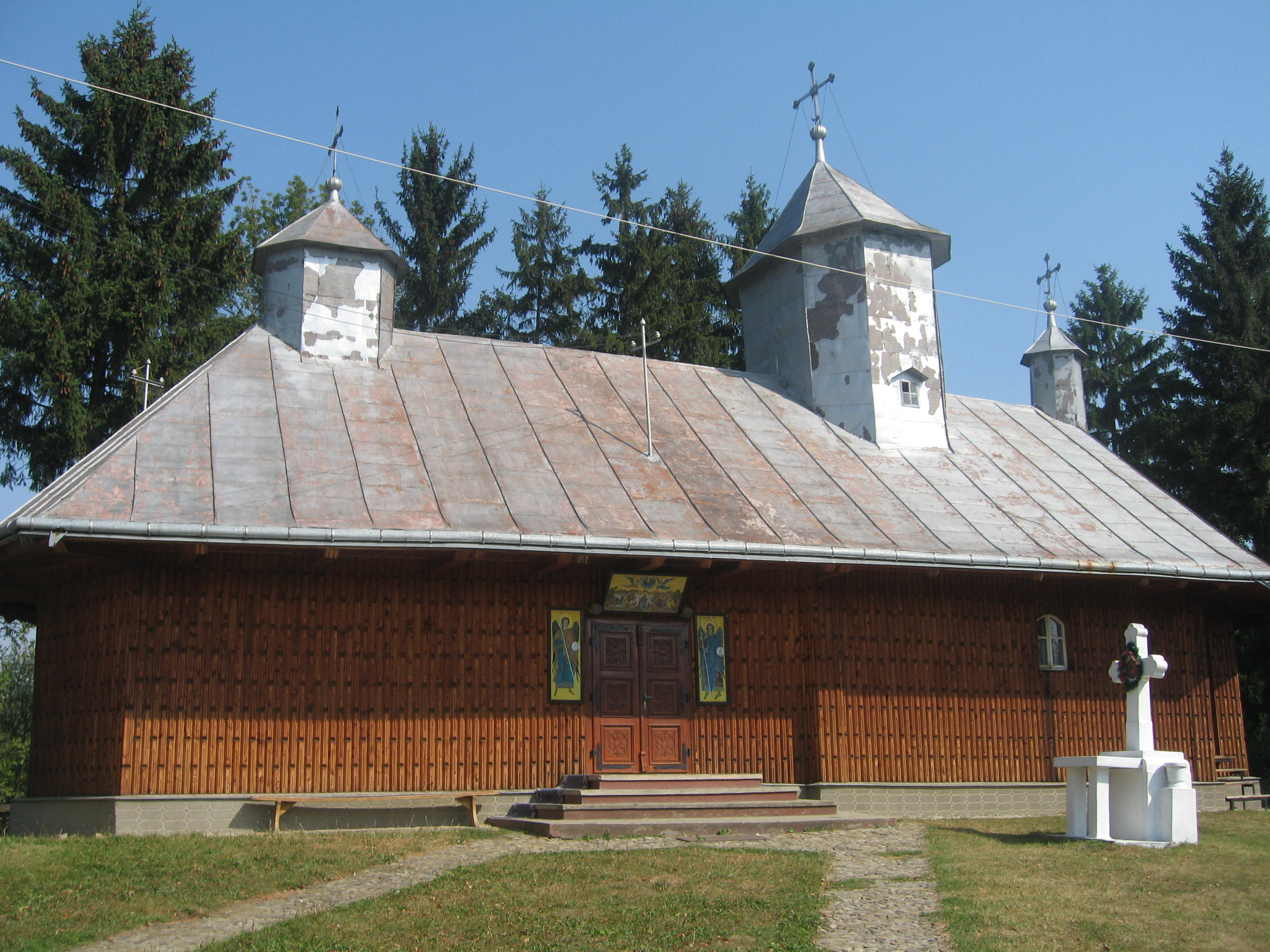
Biserica pe latura sudică
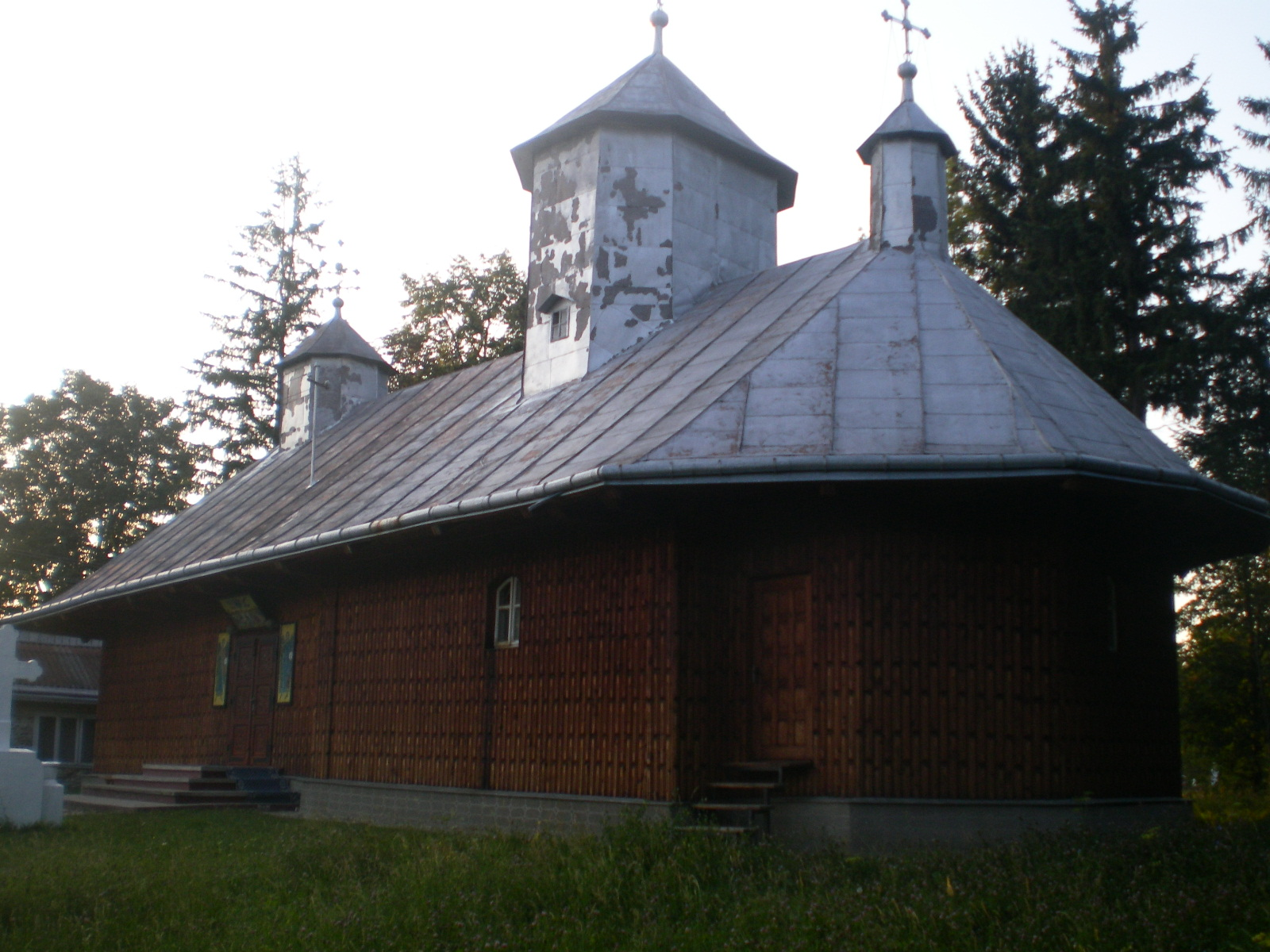
Biserica pe latura sud-estică
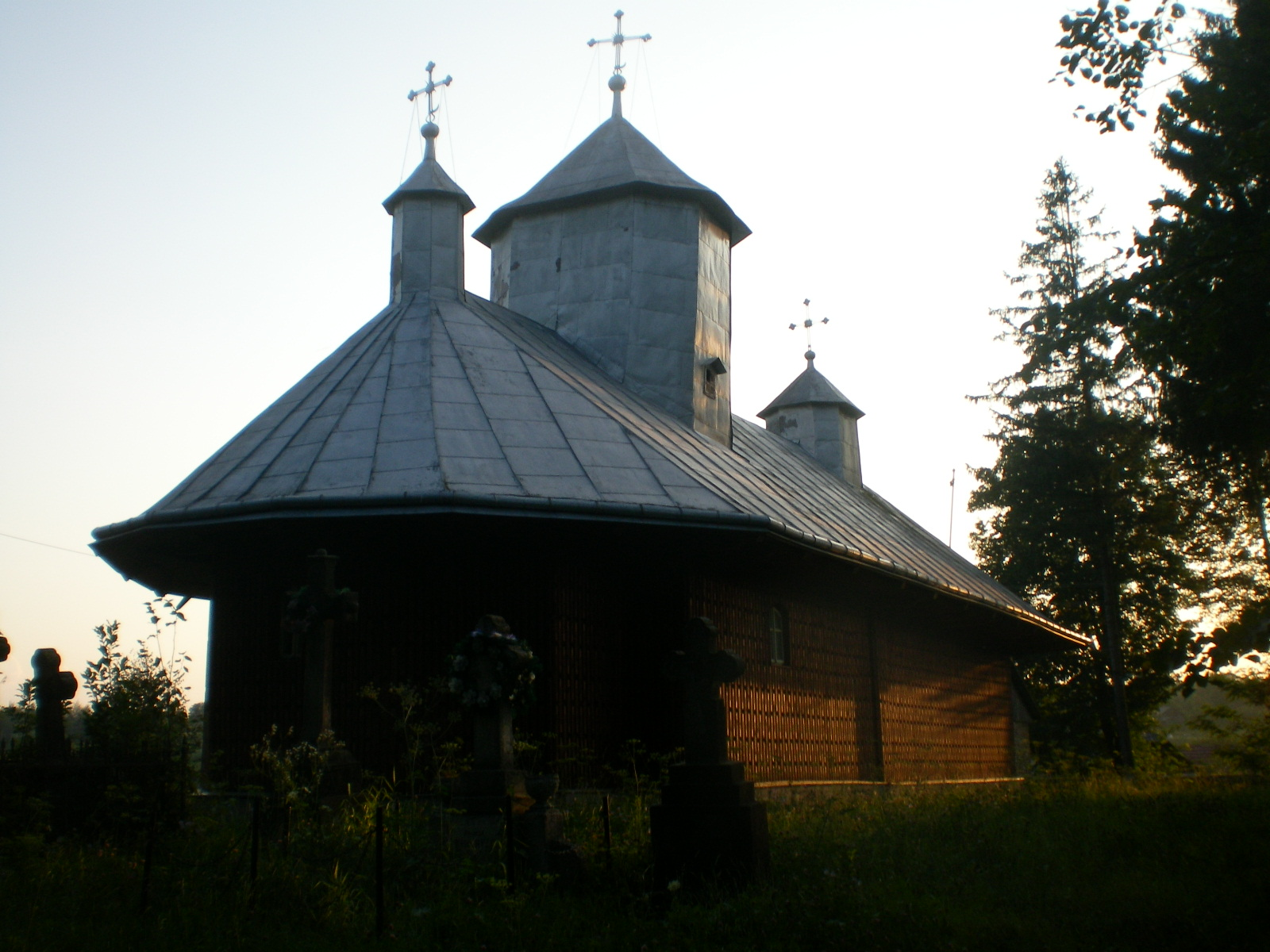
Biserica pe latura nord-estică
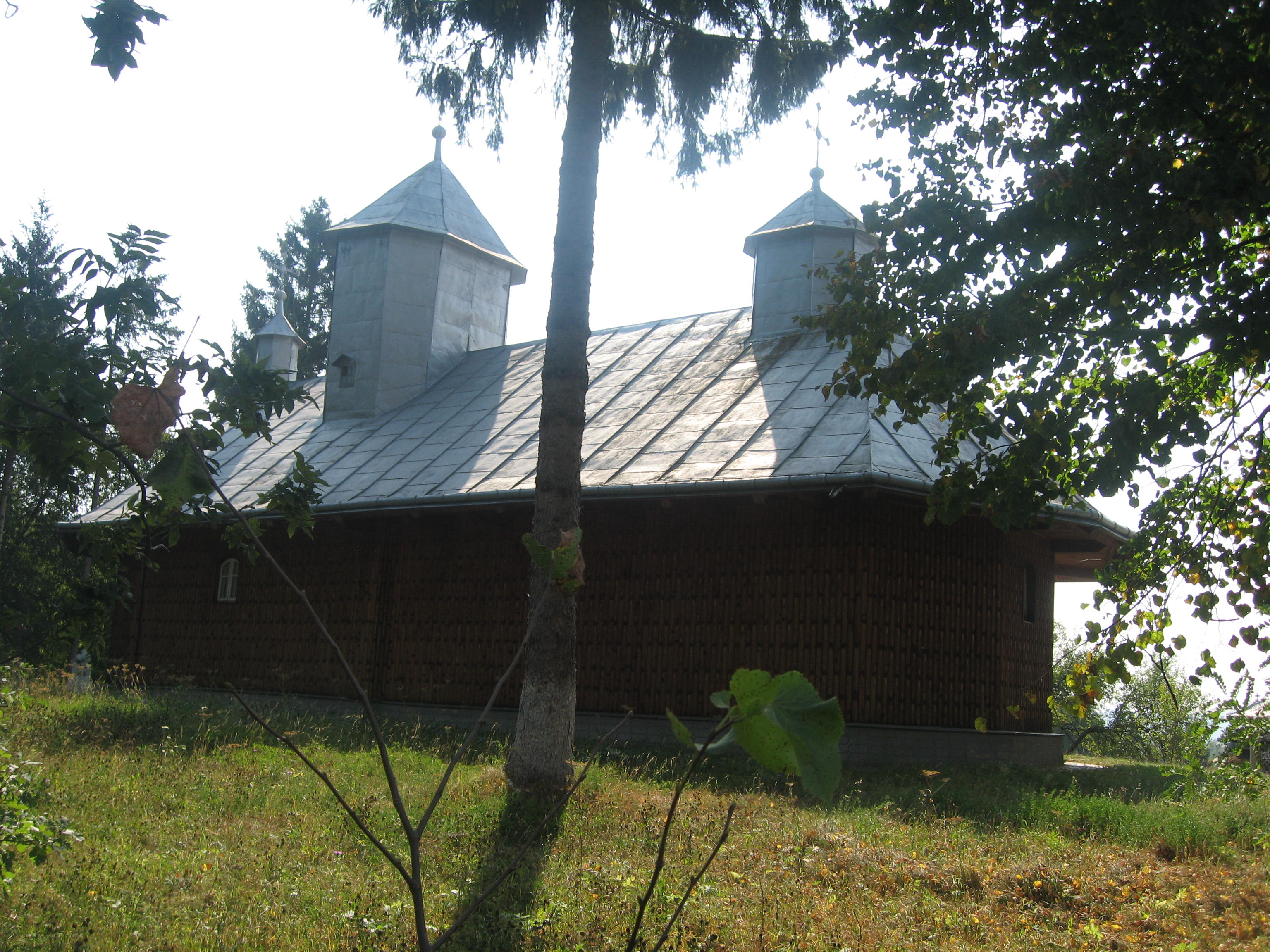
Biserica pe latura nordică
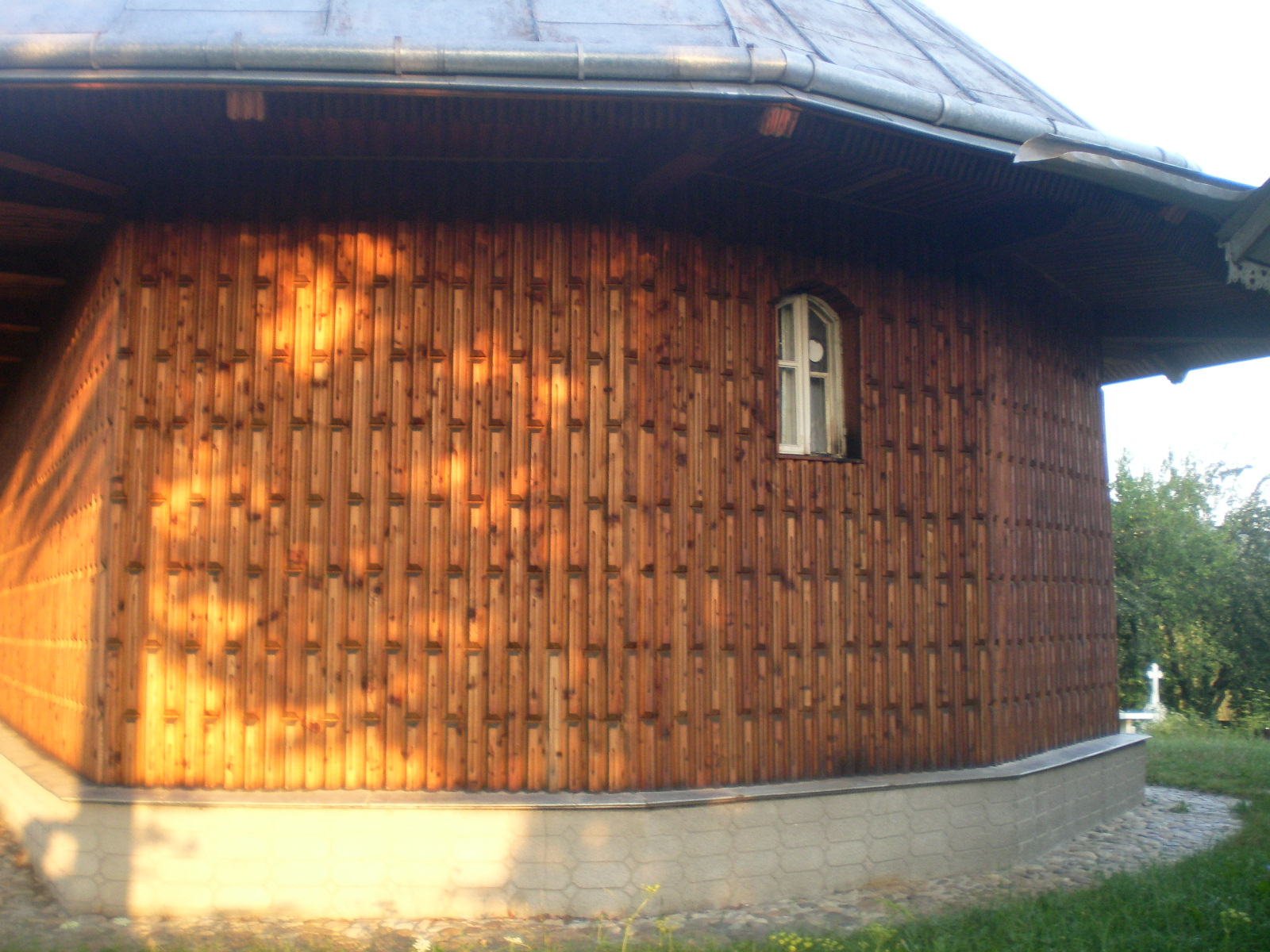
Biserica pe latura vestică
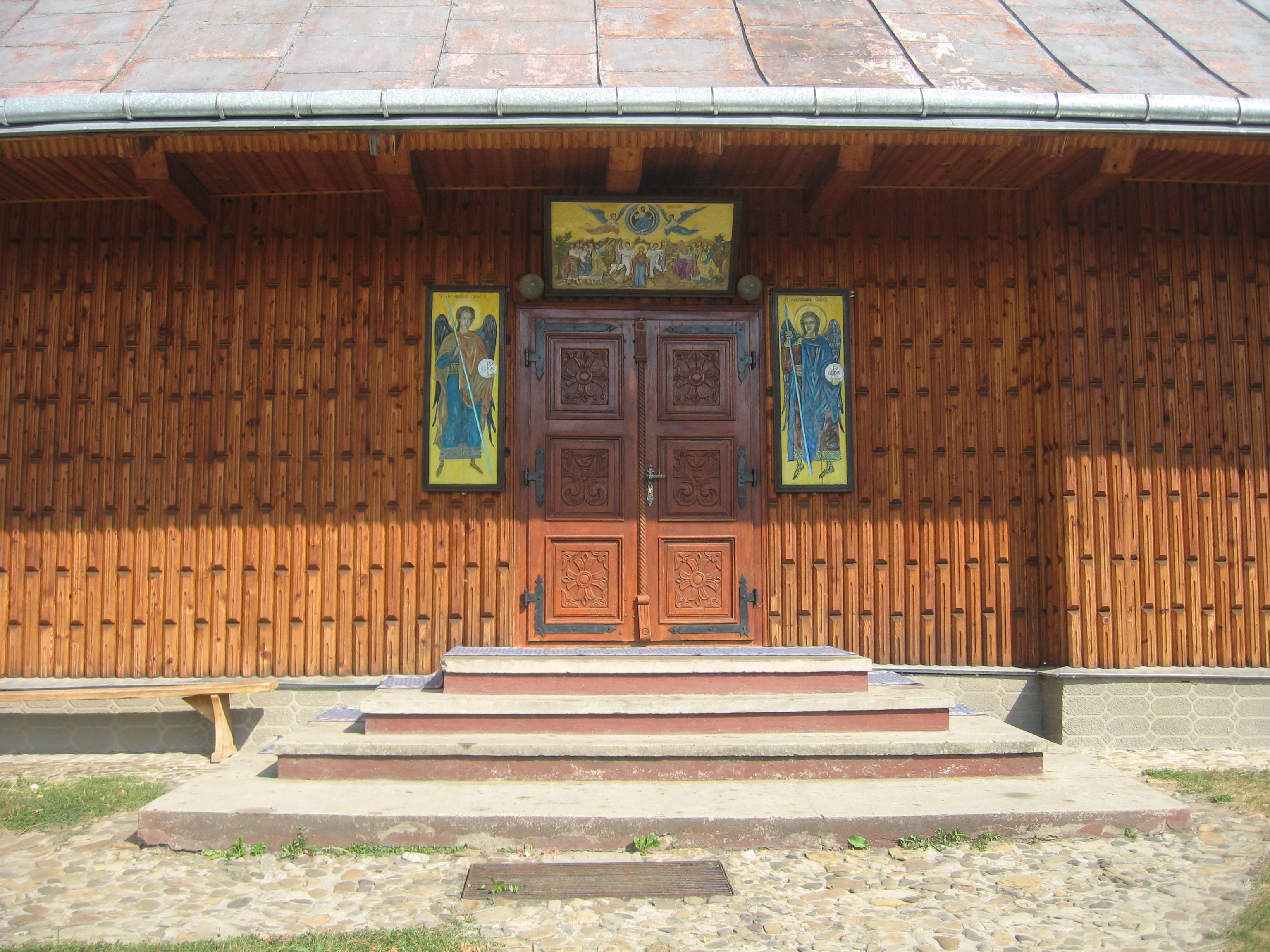
Ușa de intrare în biserică
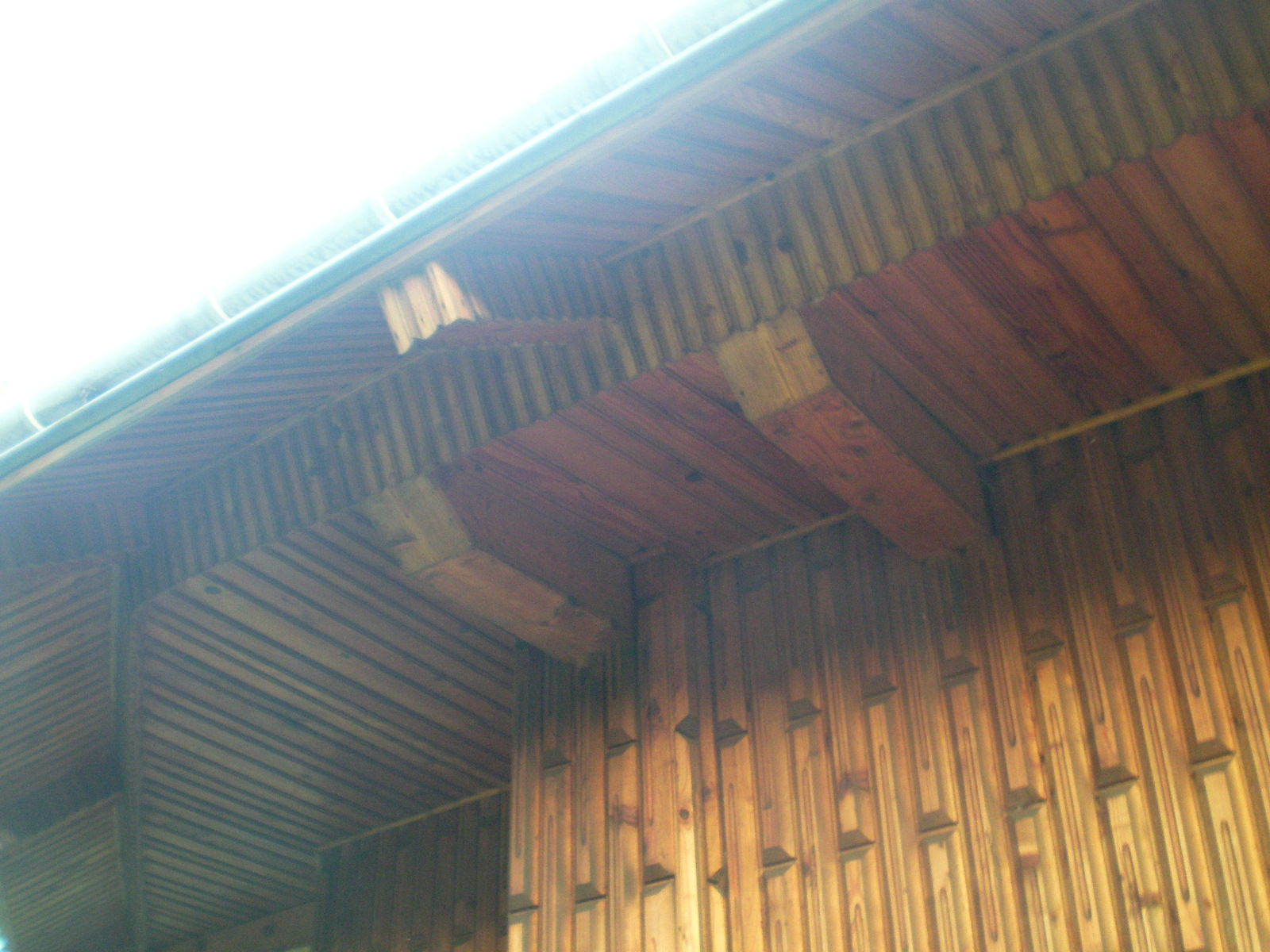
Streașină și console
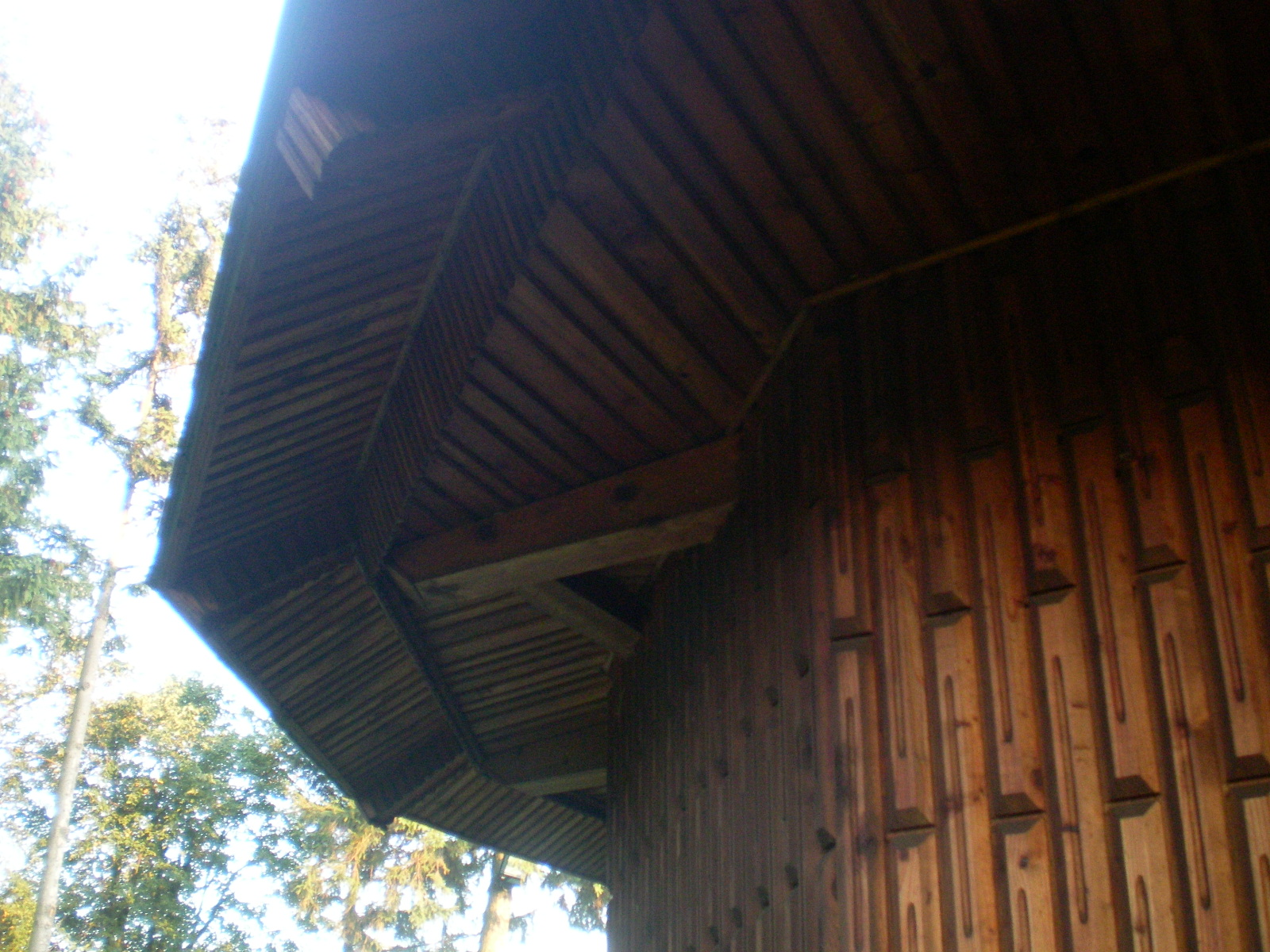
Streașină și console
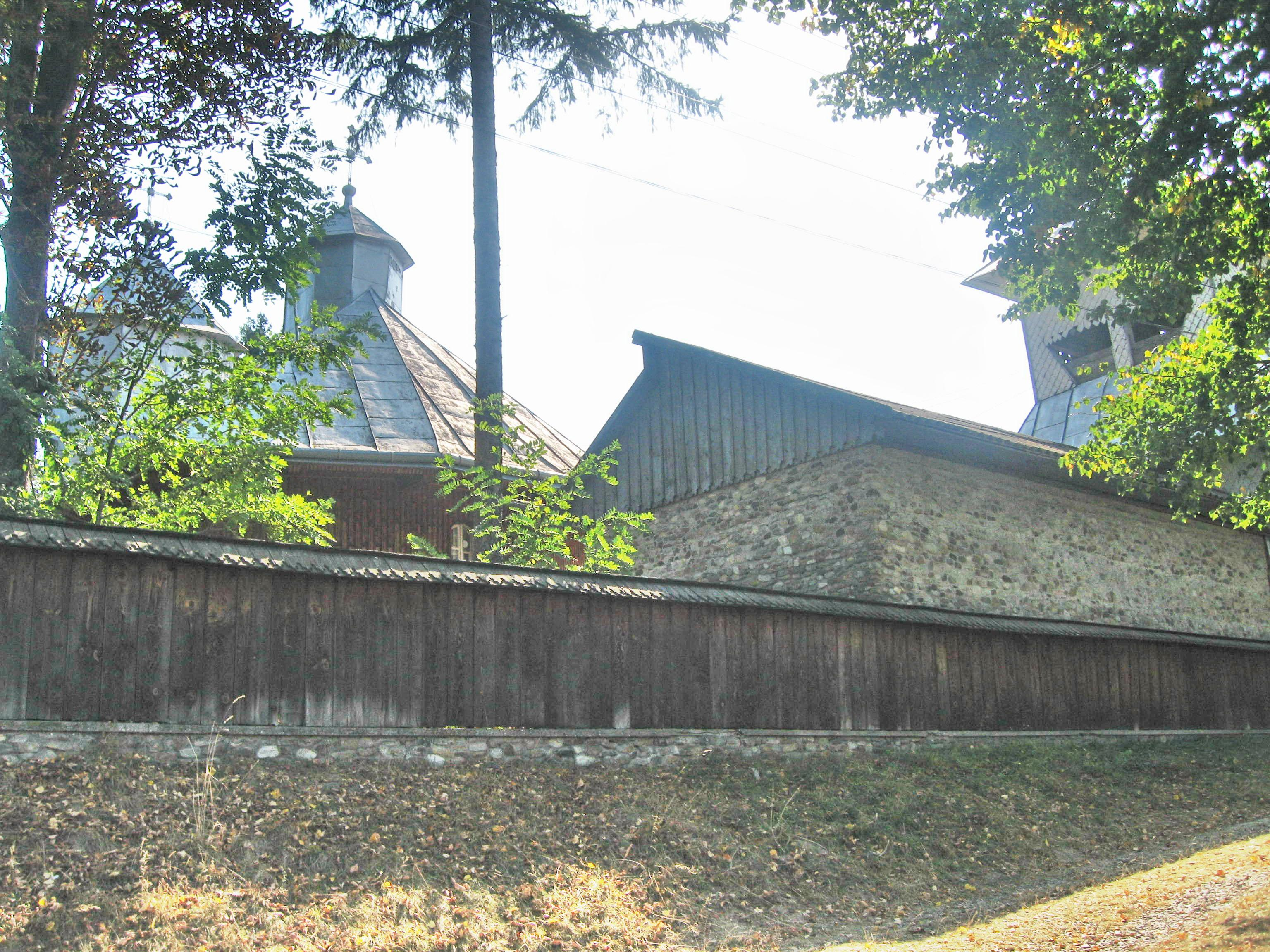
Complexul bisericesc pe latura estică
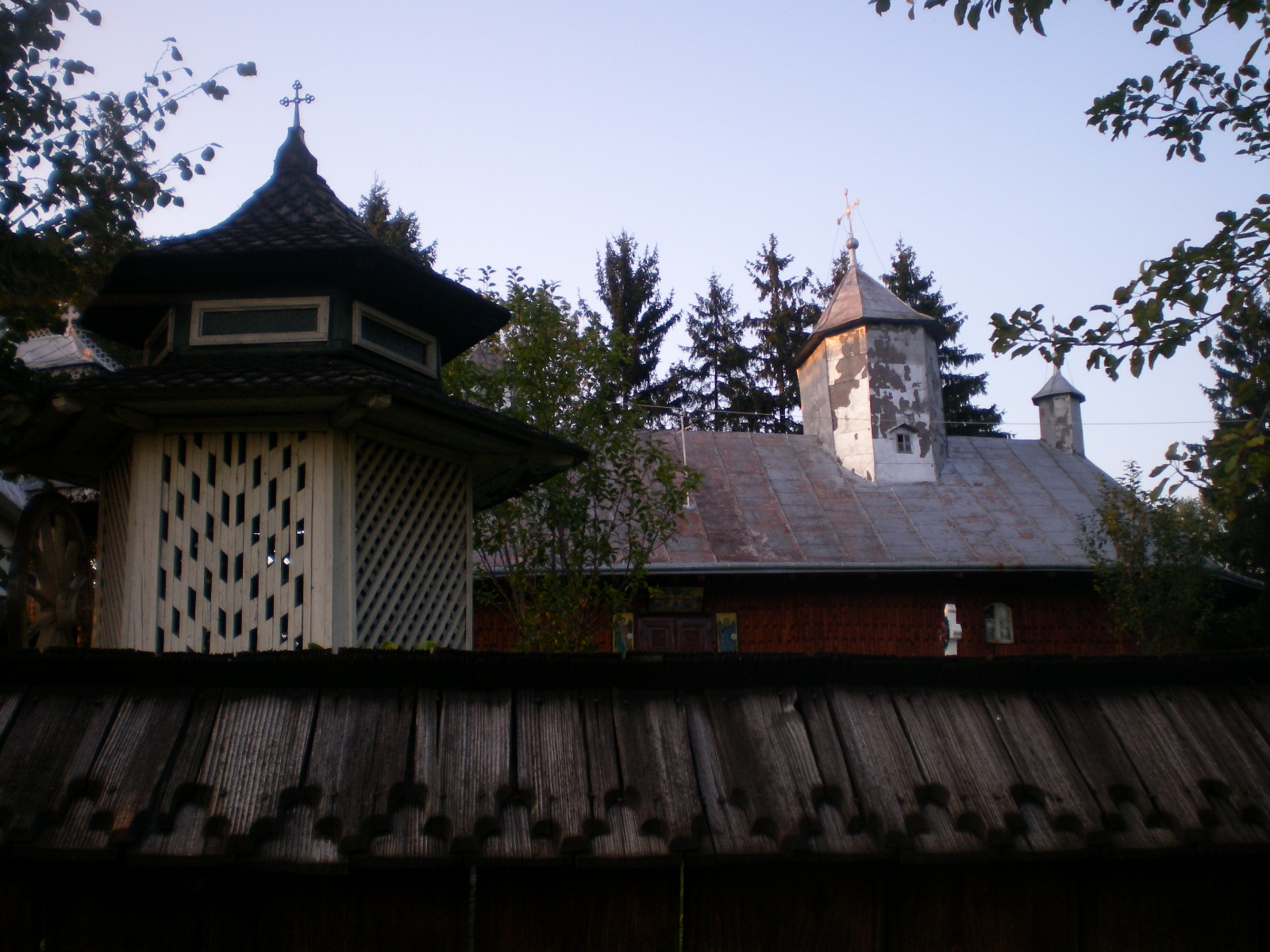
Complexul bisericesc pe latura sudică
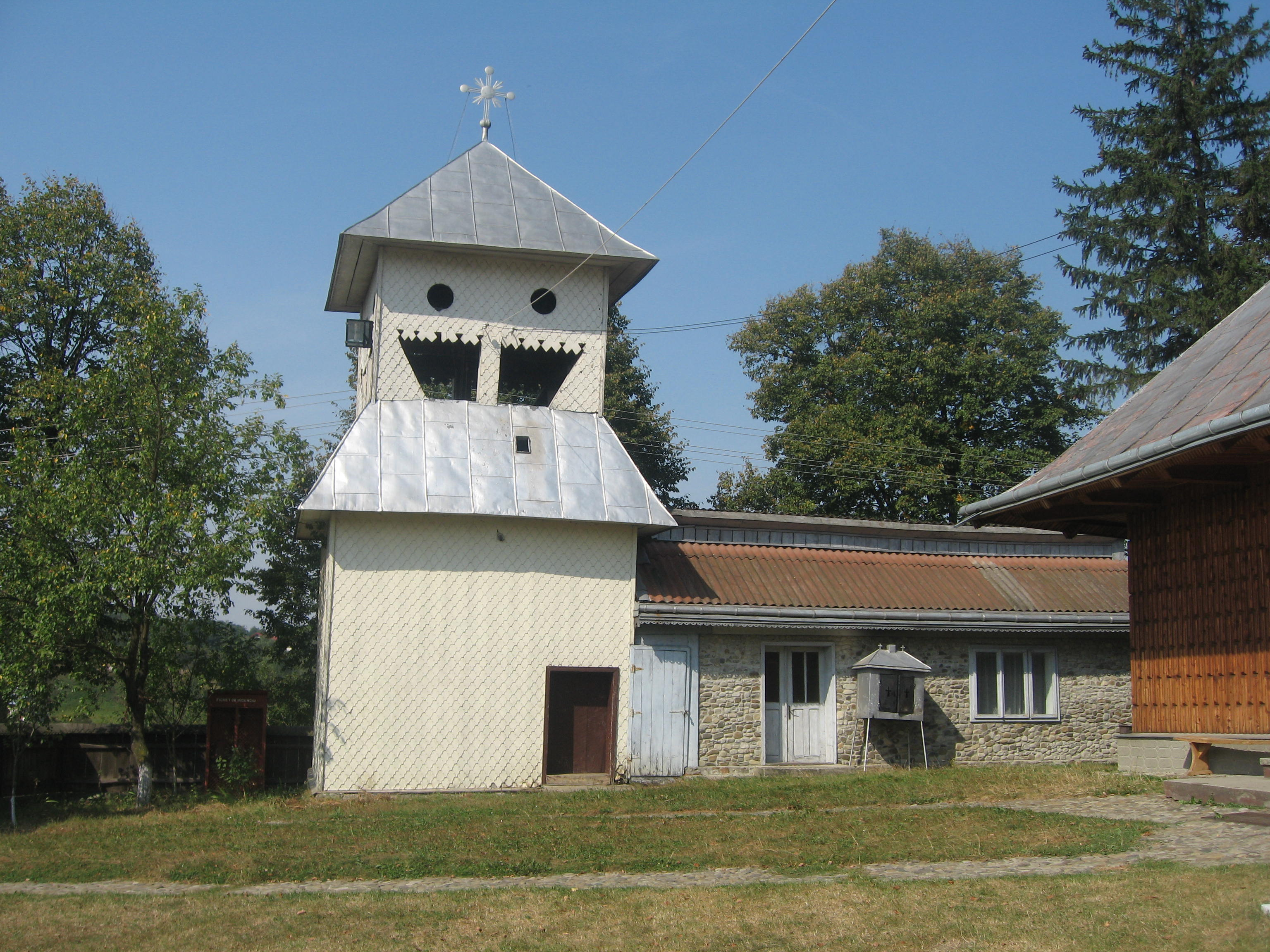
Turnul clopotniță
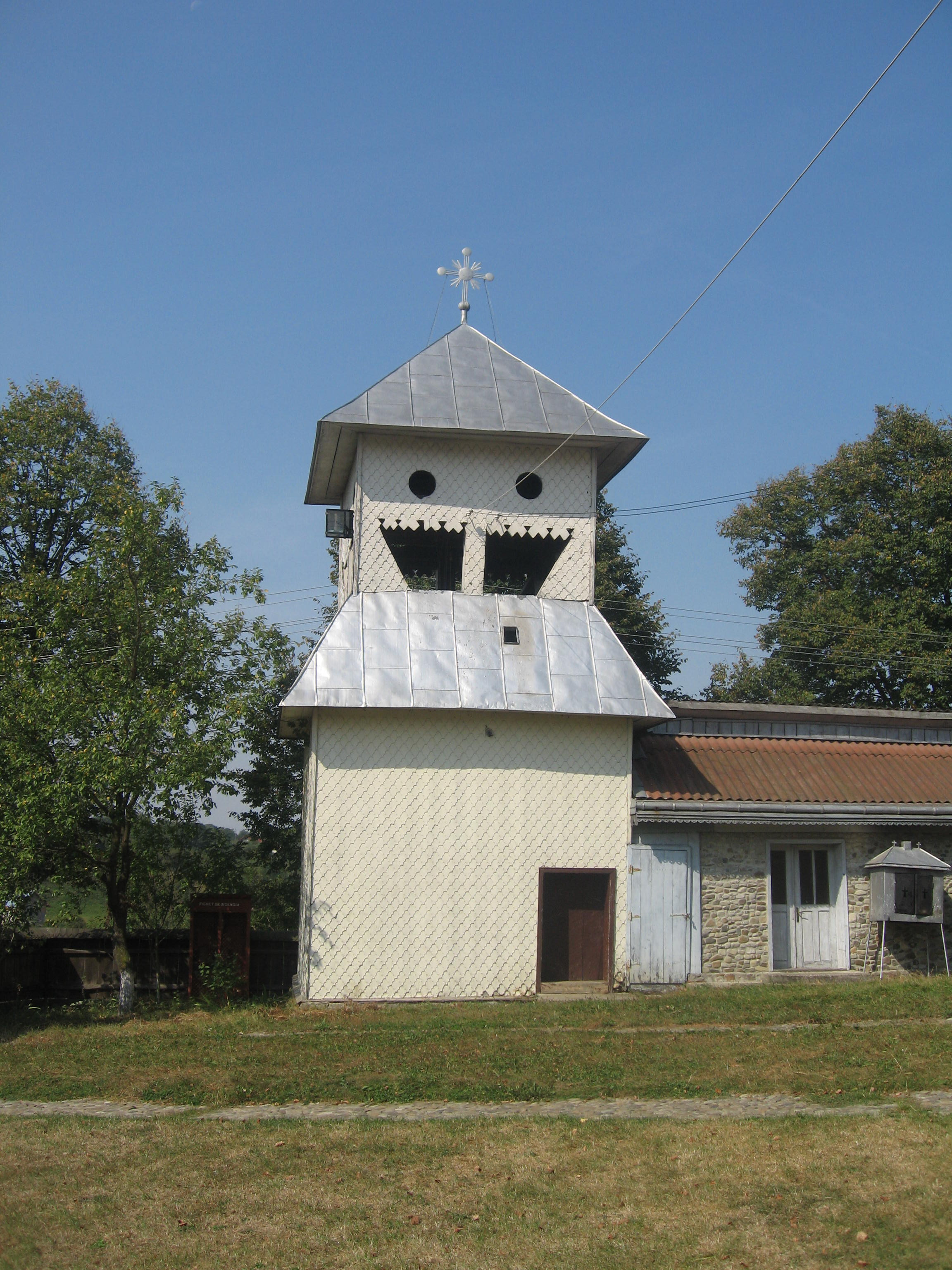
Turnul clopotniță
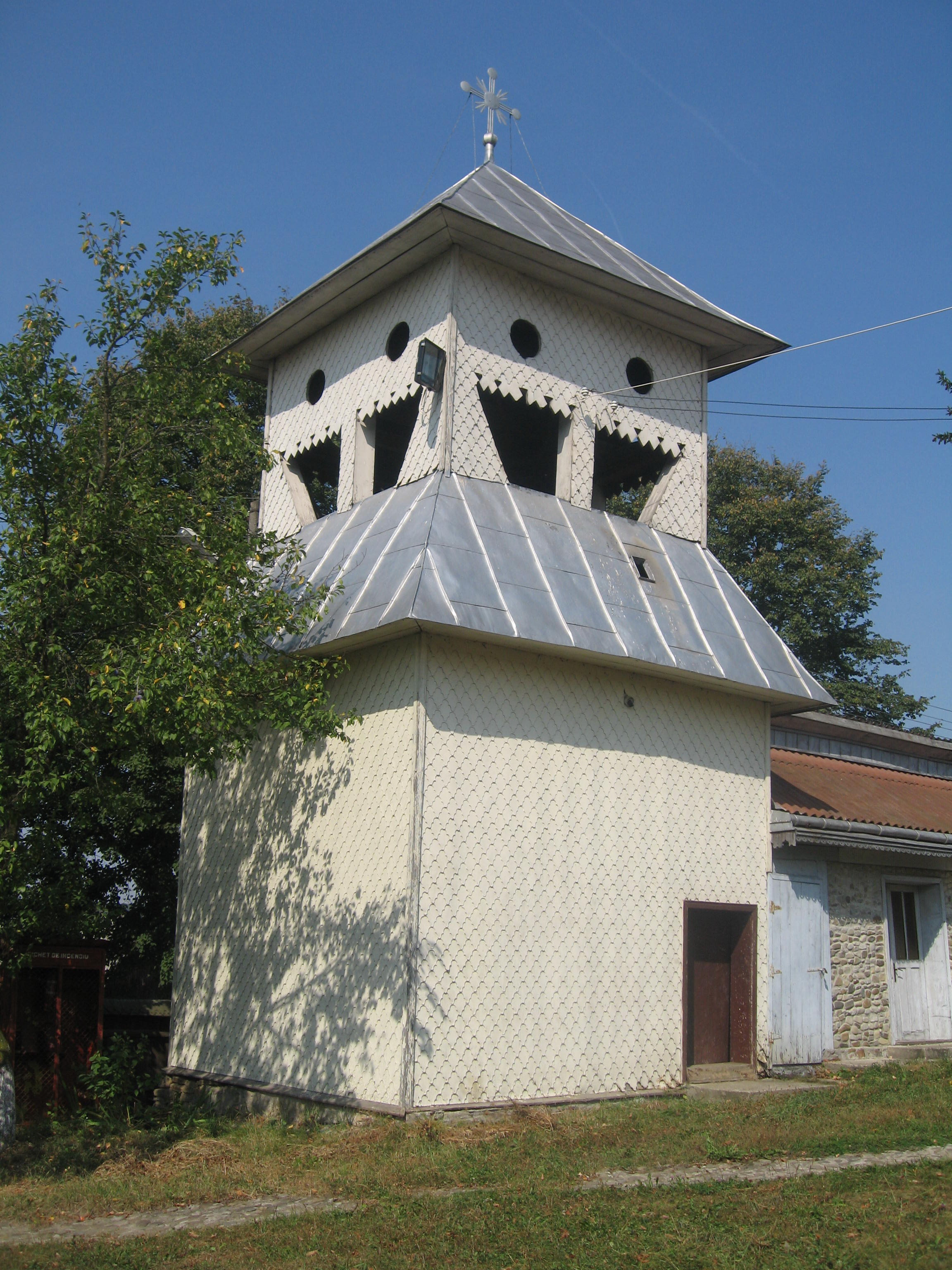
Turnul clopotniță
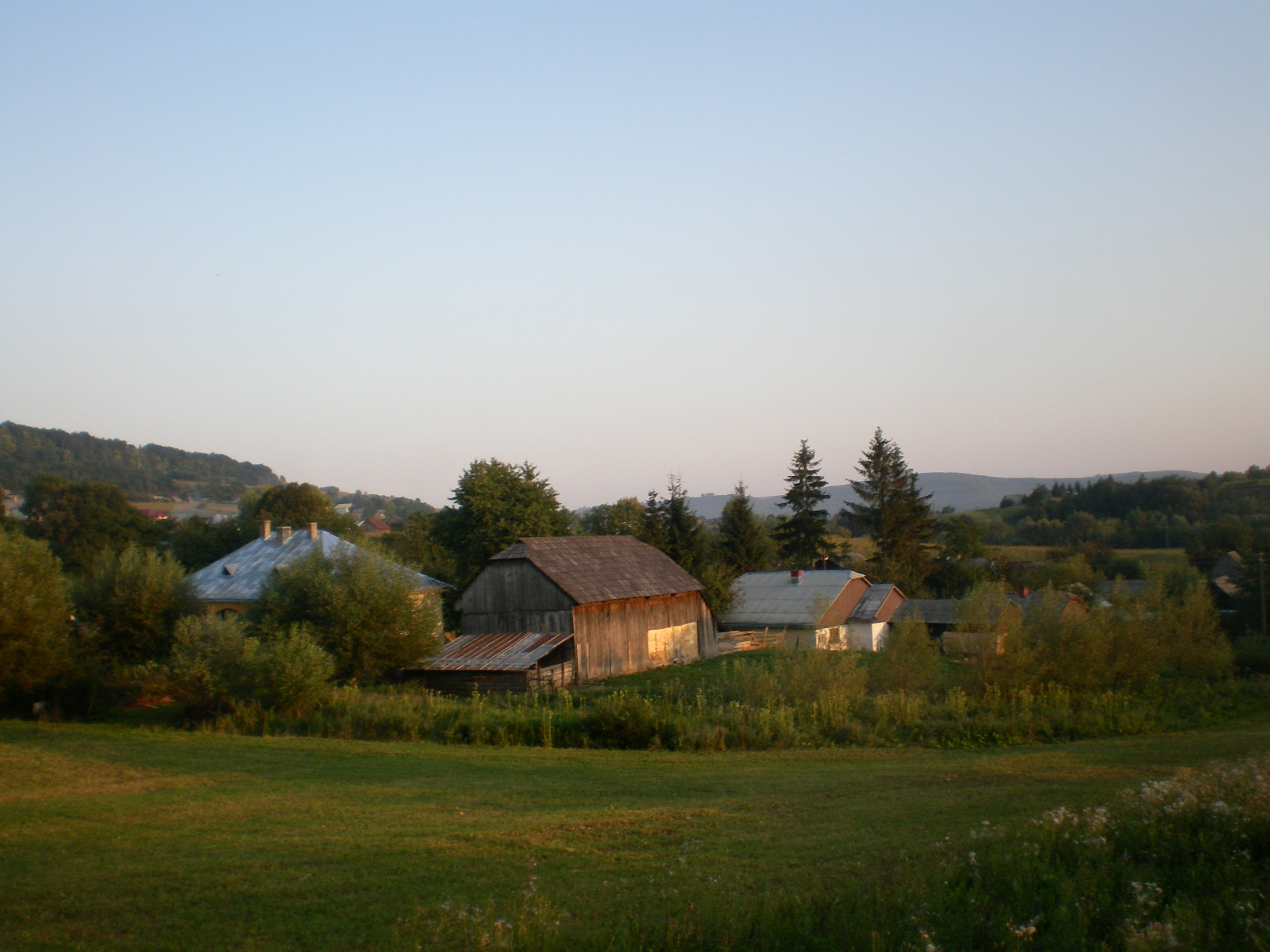
Case văzute din curtea bisericii